# ヤーロウ・シップビルダーズ

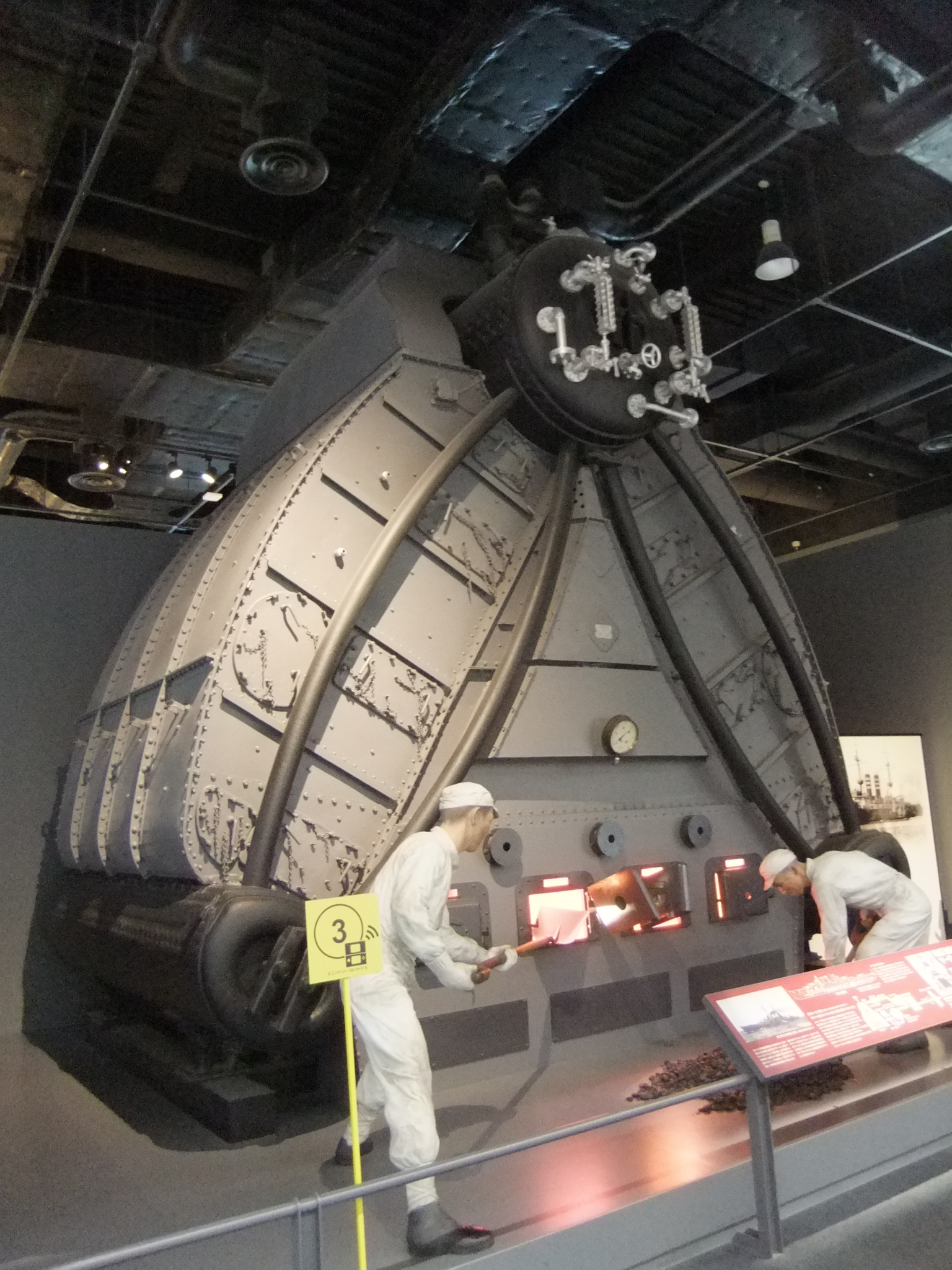
大和ミュージアムに展示されている金剛のヤーロー式ボイラー

ヤーロウ・シップビルダーズ (Yarrow Shipbuilders Limited, YSL) は、ブリティッシュ・シップビルダーズに統合されるまで続いた造船会社。ヤーローとも表記する。現在は近隣のゴーヴァン (Govan) 造船所を含みBAE システムズ・サーフェス・シップス社における主要な造船所となっている。スコットランドのクライド川沿いに位置する。会社は部門化されてヤーロウの名を残していないが、スコッツタウンの造船所を指してYSL造船所と呼ばれることがある。

## 経緯
1870年代にアルフレッド・ヤーロウによってヤーロウ社 (Yarrow & Company Limited) が設立された。当初、拠点はロンドンに置かれたが1906年にスコットランドのグラスゴーにあるスコッツタウンに移った。
第二次世界大戦に至るまでヤーロウは世界的な駆逐艦の造船会社で、イギリス海軍だけでなく海外向けにも駆逐艦を建造した。ヤーロウはボイラーの製造会社でもあり、ヤーロウで開発された水管ボイラー (Water-tube boiler) はヤーロウ式ボイラーとして広く普及し、日本海軍でもこれを改良したものが艦本式ボイラーとして採用された。戦後、1965年にブリスウッド (Blythswood Shipbuilding Co Ltd) 社を吸収合併してスコッツタウンの造船所は拡張され、翌年には子会社が設立された。その後子会社はヤーロウの持株会社としてヤーロウ・シップビルダーズ (Yarrow Shipbuilders Limited) となった。
ヤーロウ・シップビルダーズは1968年にアッパー・クライド・シップビルダーズに加盟した。しかし、1971年に脱退し、1975年にバークレー・カール (Barclay Curle & Co Ltd) 社を吸収合併した。1977年、ジェームズ・キャラハン率いる労働党政権は国有化の法律 (Aircraft and Shipbuilding Industries Act 1977) を可決させ、ヤーロウ・シップビルダーズは他の造船会社と共にブリティッシュ・シップビルダーズの一部になった。
1977年、保守党のマーガレット・サッチャーが政権を奪還すると、国営企業の民営化計画が始まった。ブリティッシュ・シップビルダーズそのものの民営化は行われず、1つずつの部門が10年を通して民間に移っていった。ヤーロウ・シップビルダーズは1985年にゼネラル・エレクトリック plc (GEC) のGEC-マルコーニに売却された。ヤーロウ・シップビルダーズはGECに再編され、ヴィッカーズが保有していた造船所を含めてマルコーニ・マーリン社となった。1987年にはスコッツタウンの造船所は、マルコーニ・エレクトロニック・システムズが保有した。
1999年にマルコーニ・エレクトロニック・システムズがブリティッシュ・エアロスペース (BAe) に売却された。ブリティッシュ・エアロスペースはBAE システムズに改編され、現在スコッツタウンの造船所はBAE システムズ・サーフェス・シップスが保有している。